# 1044

## Починали
- Шамуел Аба, крал на Унгария